# Jadraque (kommunhuvudort)
Jadraque är en kommunhuvudort i Spanien.   Den ligger i provinsen Provincia de Guadalajara och regionen Kastilien-La Mancha, i den centrala delen av landet, 90 km nordost om huvudstaden Madrid. Jadraque ligger 825 meter över havet och antalet invånare är 1 370.
Terrängen runt Jadraque är kuperad söderut, men norrut är den platt. Jadraque ligger nere i en dal. Runt Jadraque är det mycket glesbefolkat, med 2 invånare per kvadratkilometer. Närmaste större samhälle är Brihuega, 18,8 km söder om Jadraque. Trakten runt Jadraque består till största delen av jordbruksmark.